# ادواردو کوستا
ادواردو کوستا (به پرتغالی: Eduardo Nascimento Costa) هافبک اهل برزیل است که در شهر فلوریانوپلیس و در تاریخ ۲۳ سپتامبر ۱۹۸۲ به دنیا آمده‌است.
ادواردو کوستا در تیم‌های فوتبال Grêmio سابقهٔ حضور دارد.